# Neues Steintor (Hannover)

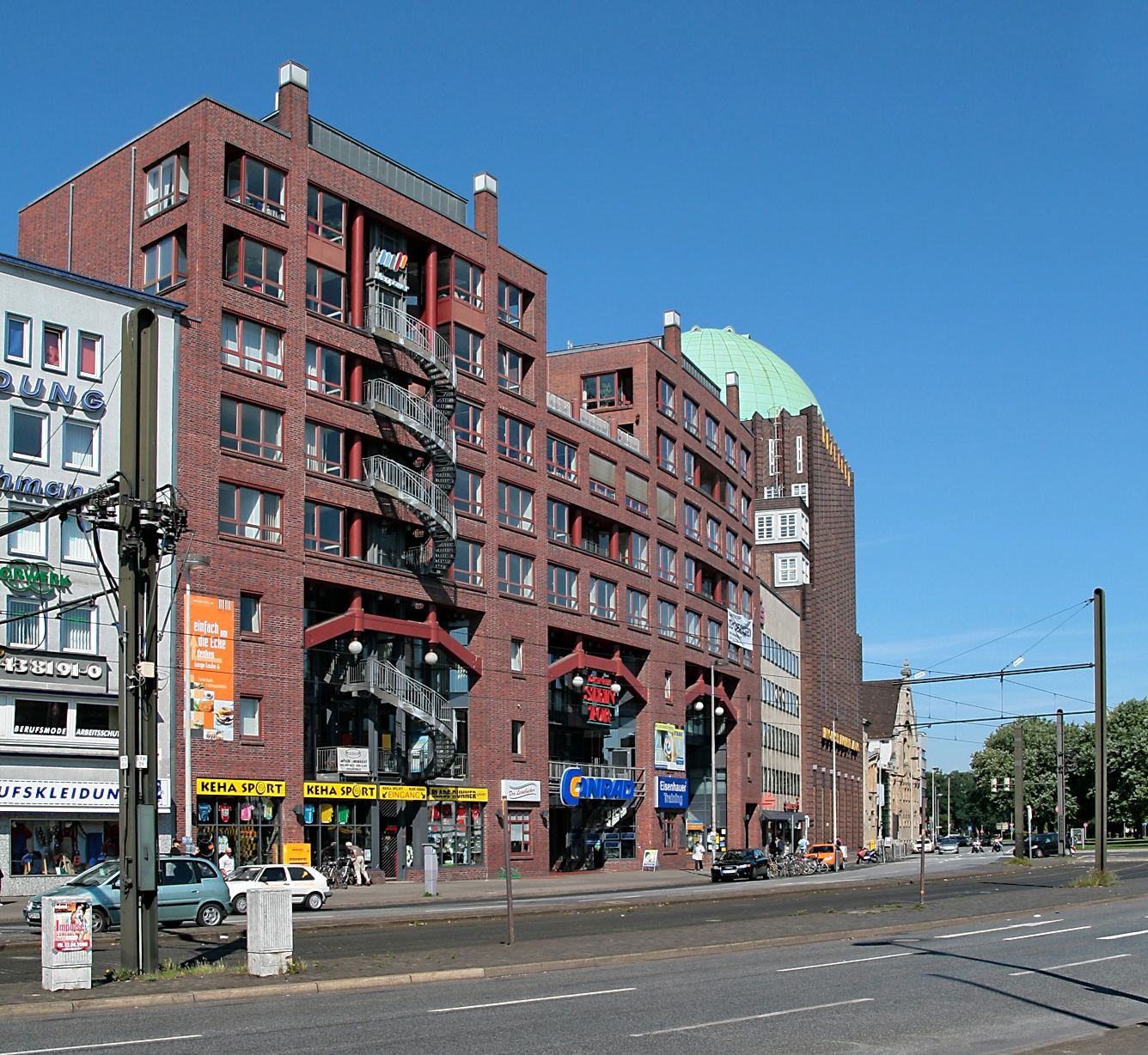
Das Neue Steintor nimmt baulich Bezug auf das Anzeiger-Hochhaus, rechts daneben

Das Neue Steintor in Hannover ist ein großes Geschäftshaus nach einem Entwurf des Kölner Architekten Gottfried Böhm. Es bezieht sich mit seinem Material, seiner zum Himmel deutenden Vertikalität und gestalterischen Details auf das benachbarte Anzeiger-Hochhaus. Standort ist die Goseriede 1-5 nahe dem Platz Am Steintor sowie der Straße Lange Laube im Stadtteil Mitte.

## Geschichte
Der Platz Am Steintor entstand erst nach den Luftangriffen auf Hannover im Zweiten Weltkrieg, durch die die Bebauung großflächig zerstört worden war. Jahrzehntelang blieb der Platz städtebaulich unbefriedigend. 1984 rief die Stadt Hannover einen Architektenwettbewerb zur Gestaltung der Freifläche aus, den der Architekt Gottfried Böhm für sich entscheiden konnte. Der fertiggestellte Bau bot dabei ursprünglich eine halboffene, glasgedeckte Passage als Verbindungsweg zur Langen Laube.
Am 18. September 2013 wurden zwei Stolpersteine an Stelle des ehemaligen Gebäudes Lange Laube 5 zum Gedenken an die Opfer des Holocaust „Dr. med. Otto Warschauer und Ehefrau Lucie, geborene Meyer“ verlegt.

## Baubeschreibung
Der auf das Anzeiger-Hochhaus bezugnehmende Bau präsentiert sich mit rot verklinkerten Rasterfassaden, die an drei Stellen höhergeführt sind und sich in den unteren Geschossen zur großen Portalen öffnen. Dort deuten stählerne „Sprengwerke“ den Kräfteverlauf in der Fassade an.